# Belaïa Kholounitsa
Belaïa Kholounitsa (en russe : Белая Холуница) est une ville de l'oblast de Kirov, en Russie, et le centre administratif du raïon Belokholounitski. Elle compte 10 824 habitants en 2013

## Géographie
Belaïa Kholounitsa est arrosée par la rivière Belaïa Kholounitsa, affluent de la Viatka, et se trouve à 82 km au nord-est de Kirov.

## Histoire
Belaïa Kholounitsa a été fondé en 1764 sous le nom de Kholounitski (Холуницкий) en raison de la construction d'une usine sidérurgique. Le village devint une commune urbaine le 9 janvier 1928 et prit le nom de Belokholounitski, qui devint une ville le 3 juillet 1965 et reçut son nom actuel.

## Population
Recensements (*) ou estimations de la population
| 1926* | 1939* | 1959*  | 1970*  | 1979*  |
| ----- | ----- | ------ | ------ | ------ |
| 3 021 | 6 800 | 10 407 | 12 275 | 13 021 |

| 1989*  | 2002*  | 2010*  | 2012   | 2013   |
| ------ | ------ | ------ | ------ | ------ |
| 13 367 | 11 975 | 11 232 | 11 053 | 10 824 |

## Économie
L'économie de Belaïa Kholounitsa repose d'abord sur l'exploitation forestière, la transformation du bois, la fabrication de meubles. On y trouve également du minerai de fer, de l'argile, de la chaux et de la tourbe.